# ラムジー・サーレハ
ラムジー・サーレハ（アラビア語: رمزي صالح、Ramzi Saleh、1980年8月8日 - ）は、エジプト・カイロ出身のパレスチナ人サッカー選手。
日本語では、ラムジ・サレハと表記されることがある。

## 来歴
10歳の時にサウジアラビアのジッダに移り、アル・イテハドの下部組織に入団した。その後、両親の祖国パレスチナのガザ地区に移住し、1999年にシャバーブ・ジャバーリヤーと契約した。
2008年、エジプトのアル・アハリに移籍した。
2010年、スーダンのアル・メレイフに移籍した。
2011年7月28日、エジプトのスムーハSCと契約した。

## 所属クラブ
- アル・イテハド (下部組織)
- シャバーブ・ジャバーリヤー 1999-2008
- アル・アハリ 2008-2010
- アル・メレイフ（英語版） 2010
- スムーハSC（英語版） 2011-2013
- マスル・アル・マカーサ・クラブ 2013-2014[2]
- アル・アスユートSC 2015[2]
- アル・マスリ・クラブ 2015-2017[2]
- エル・グーナFC 2018

## タイトル

### クラブ
アル・アハリ
- エジプト・プレミアリーグ 優勝 (2) : 2008-2009, 2009-2010
- CAFチャンピオンズリーグ 優勝 (1) : 2008
- エジプト・スーパーカップ 優勝 (1) : 2009

### パレスチナ代表
- AFCチャレンジカップ 優勝 (1) : 2014